# Gutai Magda
Gutai Magda (Eger, 1942. március 16. – Budapest, 2013. február 24.) József Attila-díjas magyar író, költő, orvos.

## Életpályája
Szülei: Gutai József és Kurilla Magda voltak. 1962–1968 között a Semmelweis Egyetem hallgatója volt. 1968–1989 között a Medicina Könyvkiadó orvosszerkesztője volt. 1989-től az Országos Pszichiátriai és Neurológiai Intézetben csoportos művészetterapeutaként működött.

## Magánélete
1963–1976 között Urbán Gyula volt a férje. Egy fiuk született: Dávid (1973–1989).

## Művei
- Zászló a hóban (versek, 1968)
- Költözés (versek, 1972)
- Dalok egy régi házból (versek, 1975)
- Részvétel (versek, 1977)
- Találj ki engem (versek, 1980)
- Koronatanú (versek, 1984)
- Van itt még egy hely (versek, 1996)
- Játszmakereső (összegyűjtött versek, 1999)
- Fiam könyve. Dávid, 1973-1989 (2004)

## Díjai
- Móricz Zsigmond-ösztöndíj (1976)
- Soros-ösztöndíj (1987)
- Arany János-jutalom (1996)
- a Magyar Alkotóművész Közalapítvány díja (1998)
- József Attila-díj (1999)